# Minna
Minna és una ciutat (població calculada 304.113 el 2007) en Nigèria central de l'oest. És la capital d'Estat del Níger, un dels 36 estats federats de Nigèria, i és la seu de l' Àrea de Govern Local (LGA) de Chanchaga

## Història
L'evidència arqueològica suggereix que el poblament en aquesta àrea data de fa aproximadament 47.000-37.000 anys.
La història Moderna de la present Minna es pot remuntar a partir de 1905 quan la línia ferroviària es va estendre a la localitat de Baro, el que va atreure a professionals, tècnics, obrers, comerciants, etc. a la ciutat, alguns dels quals en forma permanent, mentre que altres viatjant entre Minna i altres ciutats amb fins comercials. Els desenvolupaments físics i socials després del 1905 van portar a la creació d'un mecanisme administratiu per al govern de la ciutat. En 1908, seguint el creixement (construcció dels camps en els actuals assentaments permanents Kwangila, Limawa i Kesteren Gwari) el qui s'havia convertit en líder va ser nomenat per a ser cap assistit per un Mallam àrab, a fin de resoldre els conflictes entre els colons, percepció de les taxes dels demandants i demandats i multes als delinqüents. En 1910 el primer gran canvi administratiu va tenir lloc quan l'Oficial Resident colonial va demanar al Sarkin Kuta de passar a Minna per dirigir la ciutat (on pensava establir una seu administrativa colonial) però el Sarkin va rebutjar la petició per temor a anar a una ciutat de majoria haussa; llavors es va convidar al Sarkin Wushishi a prendre el lideratge a Minna. Va acceptar i la seu de la Divisió de Kuta es va traslladar a Minna. La Divisió constava de nou districtes administratius: Wushishi, Kuta, Paiko, Galadima Kogo, Fuka, Maikonkele, Bosso, Guní i Gini. En conseqüència, Sarkin Kuta es va classificar com a cap de tercera classe, mentre que Sarkin Wushishi va ser ascendit a cap de segona classe. El Sarkin Wushishi, Ibrahim, a la seva arribada a Minna, va nomenar a Mallam Mu'azu Sokoto com el jutge local natiu ("Alkali") i persona entesa en Islam i l'Alcorà. El Resident Capità Taylor (ell mateix un magistrat), va designat a Adamu com a Sarki Dillali (cap d'intermediaris), Lemon Garko com magajiya mata (cap de les dones), Mallam Uba com a Sarki Sawa (cap de butxins) i així successivament. El Sarkin Wushishi va ordenar la construcció de cases per als caps de la ciutat i el jutge Mallam Mu'azu. Mu'azu també va exercir com himanchi (Imam) i tresorer (Maaji,) però el 1917 un Imam definitiu va ser nomenat en la persona de Mallam Aliyu.
En 1920-1921, la Divisió de Kuta va ser reorganitzada i el Sarki Wushishi enviat de nou a Wushishi i la seu de la Divisió es va traslladar a Kuta.
L'administració de Minna es va deixar en mans del Sarki Bosso, Abuhakar Zarumai. El 1924, el Resident va traslladar la seu des de Minna a Bida amb l'oposició de Minna. Al mateix any fou designat Mallam Danjuma com Sarki Hausawa. Altres nomenaments van ser amb el propòsit de facilitar l'administració de la ciutat, com el de Mallam Dan Bauchi com a cap dels obrers (Sarkin Aiki), Mallam Sani com el cap de mercats (Sarkin Kasuwa), Mallami com l'escriba de la ciutat, Mallam Aminu com el cap dels residents ioruba i Malam Audu com el cap dels residents nupes. A més d'aquests, 12 guàrdies (dongarai) van ser reclutats a Kuta. Entre 1922 i 1933, es va informar que Minna no prosperava, fins que Gwaris i Kamukus van formar el front unit de la Federació Gwari/Kamuku per lluitar pel reconeixement i canviar l'esquema de les coses. En conseqüència, la seu de la Divisió de Kuta, es va traslladar altre cop de Kuta a Minna junt amb l'autoritat nativa i la policia.
L'Ajuntament de Minna (Minna Town Council) es va establir el 1934. Una altra reorganització va tenir lloc li 13 novembre 1950 qui va conduir a l'abolició de l'Ajuntament, l'establiment de l'administració local i la designació d'Alhaji Ahmadu Bahago Kuta com a Sarkin de Minna i Sarkin de Kuta. El nombre de districtes sota el cacicat (després emirat) de Minna encara eren 18 divuit anys, després de la creació del districte de Kwakuti. El 1962 Alhaji Ahmadu Bahago van ascendir a cap de tercera classe. La mort del seu pare, Mallam Umaru Abubakar, a principis de 1961, va donar a Alhaji Ahmadu una responsabilitat addicional
de governant de Kuta i Minna al mateix temps com a Cap. Aquest acord va durar gairebé una dècada. El 1971 amb una altra reforma feta pel Govern del comissionat de Policia Usman Faruk de l'estat Nord occidental, Alhaji Ahmadu Bahago va ser elevat a un cap de segona classe per sobre dels restants caps nadius. Per aquesta reforma, Alhaji Ahmadu Bahago va passar a ser cap sobre tota la Gwari Native Authority. L'elevació del cap de Minna a la segona classe 2 va posar a 17 caps de districte sota la seva autoritat, inclòs el Districte de Kuta.
Al desembre de 1981, el cap de Minna es va actualitzar a la condició d'emir amb els caps de la federació també elevats a emirs. Aquesta fou la cristal·lització. Alhaji Auual Ibrahim Muhammadu el primer governador executiu de l'estat de Níger va justificar l'acció del govern dient que un emirat era el domini d'un governant musulmà amb una majoria de població musulmana, i que aquest criteri permetia considerar a Minna com emirat i al seu cap com emir.
Els 18 districtes sobre els que l'emir té autoritat són:
- 1. Kuta
- 2. Paiko
- 3. Galadima Kogo
- 4. Minna
- 5. Allawa
- 6. Bosso
- 7. Dangunu
- 8. Fuka
- 9. Gurmana
- 10. Manta
- 11. Guni
- 12. Kafin
- 13. Maikunkele
- 14. Ishau
- 15. Adunu
- 16. Gini
- 17. Kushaka
- 18. Kwakuti

## Religió
La cultura musulmana es va infiltrar a Minna per la via de les antigues rutes comercials saharianes i la ciutat conté moltes mesquites i organitzacions musulmanes. El cristianisme és una religió important a l'Estat del Níger, però hi regeix la xària. Minna té una església de la Living Faith, una de la Grace Baptist, i algunes de la Nupe Kalvari, Anglicanes, de l'ECWA, dels Baptistes, de la Victòria Christian, de l'Església Apostòlica i unes quantes més massa nombroses per esmentar-les. Minna és la ciutat d'origen de l'expresident de Nigèria General Ibrahim Babangida, i d'un altra cap d'estat, el general Abdulsalami Abubakar. Mu`azu Aliyu Babangida fou governador de l'Estat del Níger en dos mandats de quatre anys (2007-2011 i 2011-2015).

## Economia
Cotó, blat de moro, i gingebre són els productes agrícoles principals de la ciutat. El nyam també es conrea extensament per tota la ciutat i la LGA. L'economia també té ampli comerç de bestiar, elaboració de la cervesa, nou de karité, processament de fruita seca i mines d'or. Hi ha fabriques de sabons de lavabo, productes per infants, medicaments, etcètera. L'artesania i les indústries tradicionals a Minna inclouen treballs amb pell i metall.

## Transport
Minna està connectada a les ciutats veïnes per carretera. Abuja, la capital del país, és només a 150 km. Minna està tanmateix connectada per ferrocarril a Kano al nord i Ibadan i Lagos al sud. La ciutat disposa d'un aeroport que porta el seu nom.

## Educació
Minna és seu de la Universitat Federal de Tecnologia de Minna, que té el campus a Gidan-Kwano i Bosso, el Col·legi d'Educació Estatal de l'Estat del Níger, l'Escola de Midwifery Tunga i l'Institut Policial.